# Cucullia santolinae
Cucullia santolinae är en fjärilsart som beskrevs av Jules Pièrre Rambur 1834. Cucullia santolinae ingår i släktet Cucullia och familjen nattflyn. Inga underarter finns listade i Catalogue of Life.